# Kalvarienbergkirche (Bruck an der Mur)

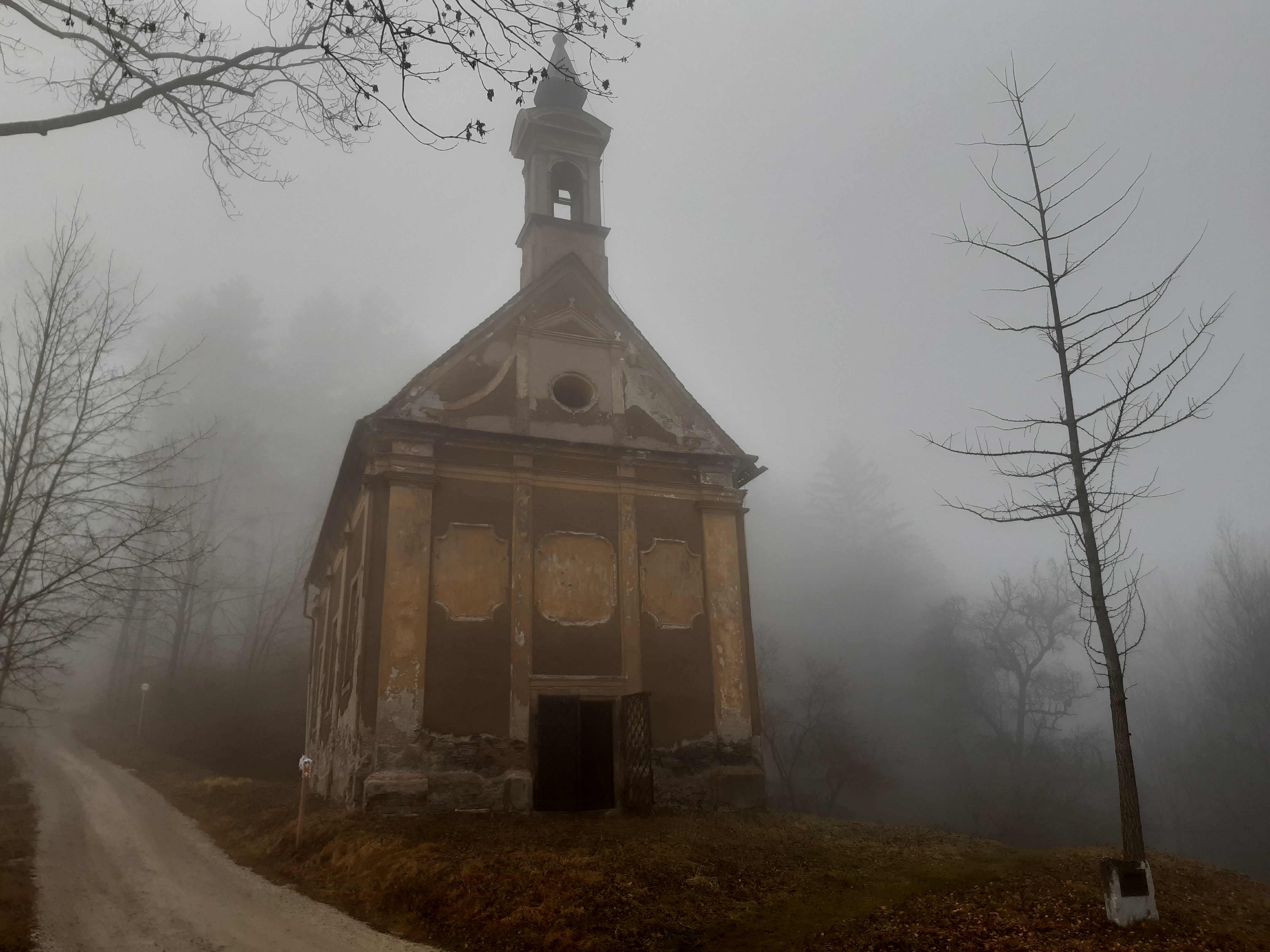
Kalvarienbergkirche (2023)

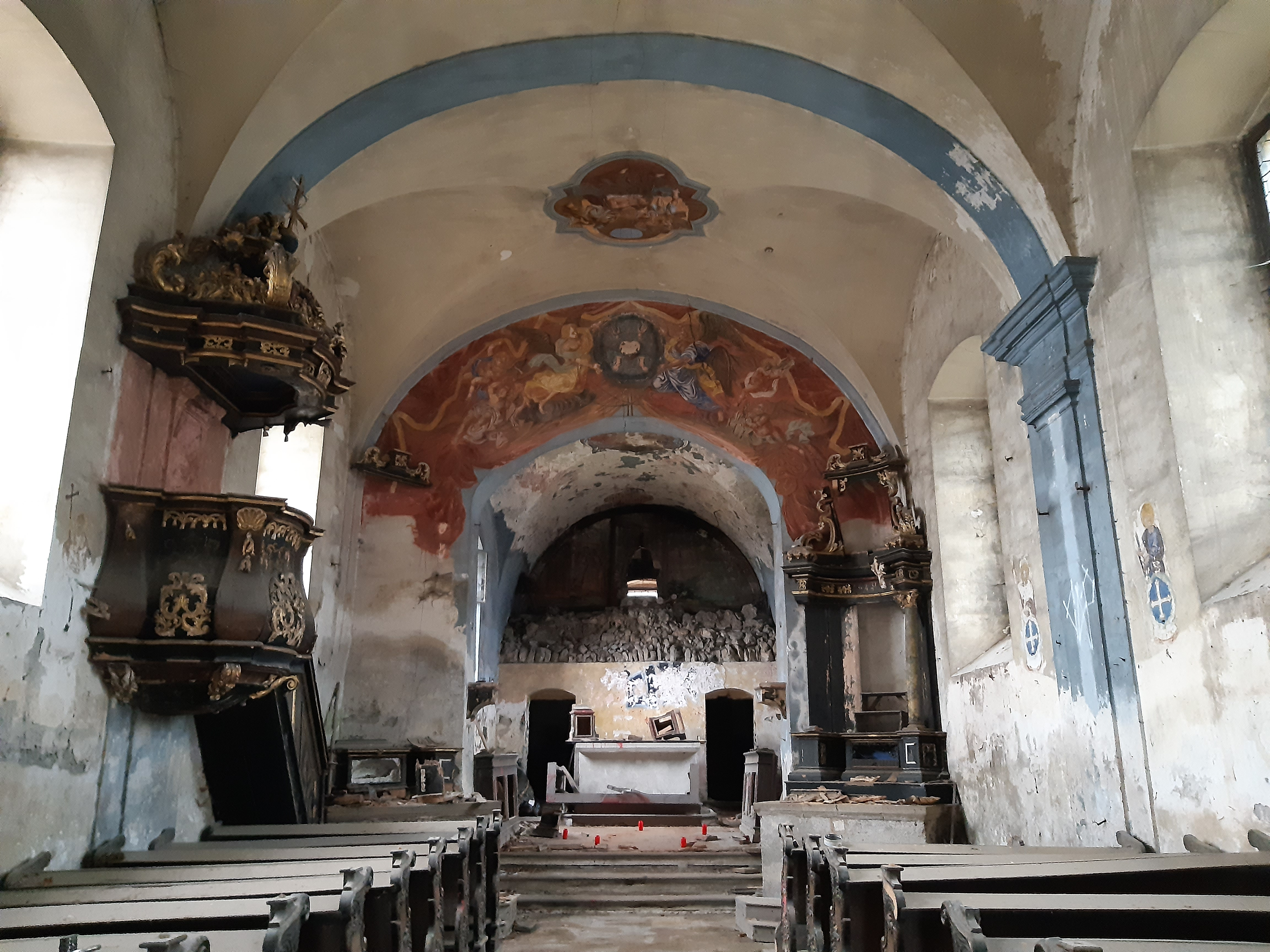
Innenraum, Altarbereich (2023)

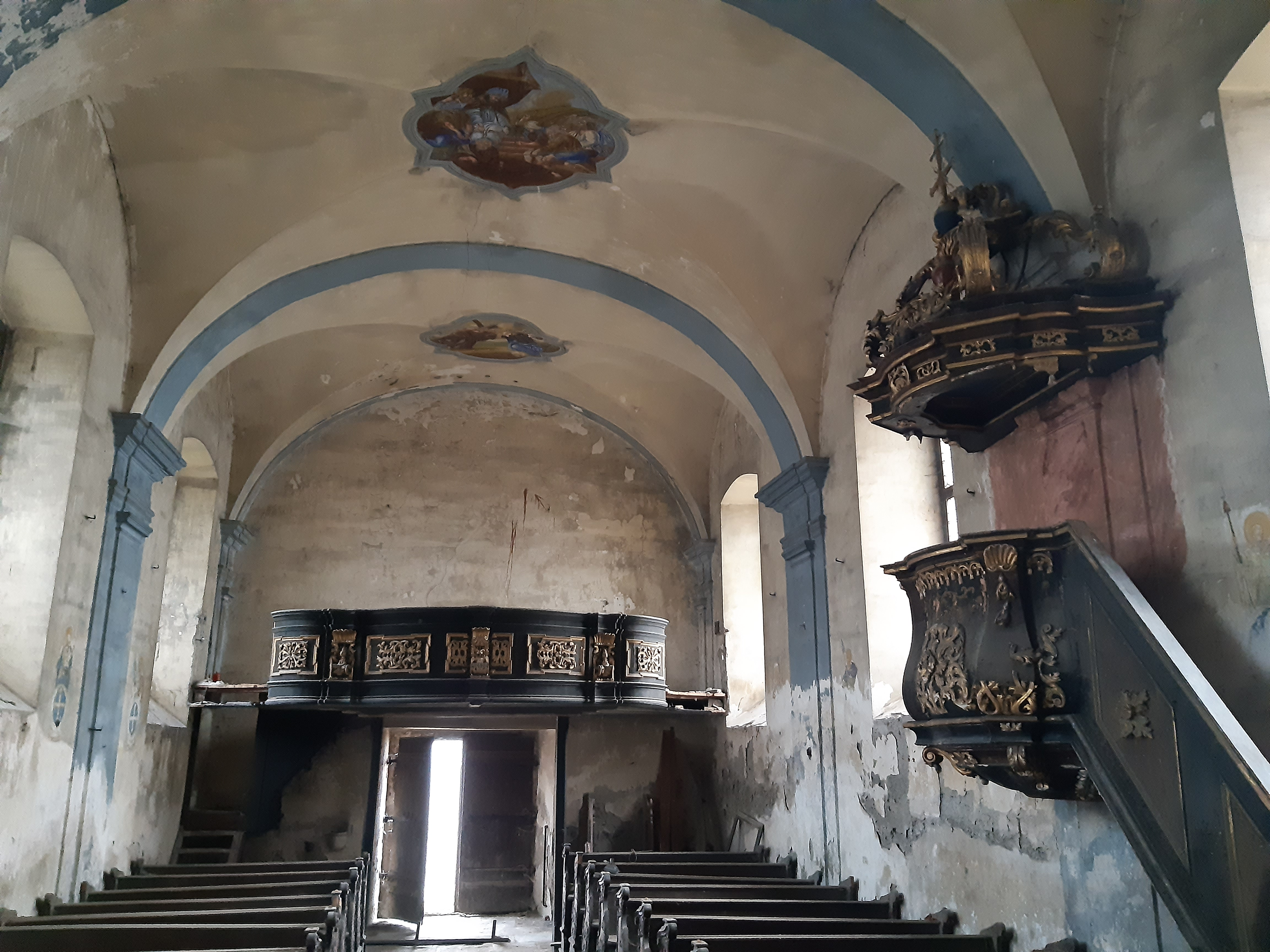
Innenraum, Orgelempore (2023)

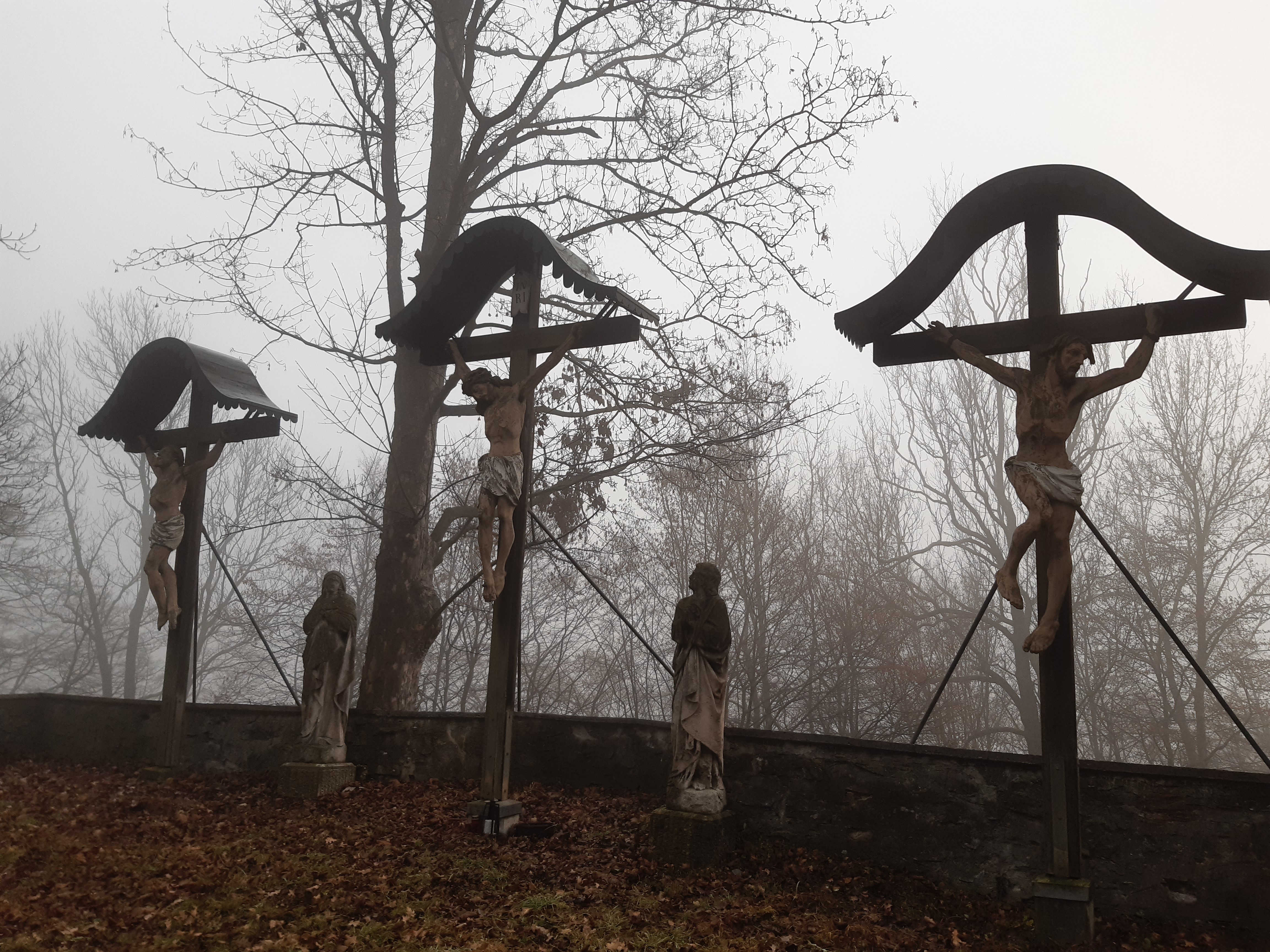
Kreuzigungsgruppe (2023)

Die Kalvarienbergkirche zum blutschwitzenden Heiland ist eine Filialkirche der Pfarre Bruck in der Stadtgemeinde Bruck an der Mur im Bezirk Bruck-Mürzzuschlag in der Steiermark.

## Geschichte und Gestaltung
Der barocke Saalbau mit einem Dachreiter steht auf einer Anhöhe südlich der Stadt und wurde urkundlich anlässlich der Pestepidemie von 1716 gestiftet. Die Kirche wurde 1718 und 1719 errichtet, eine Renovierung erfolgte 1846. Das rechteckige Langhaus hat einen eingezogenen Chor, es ist durch Pilaster und umlaufendes Gebälk gegliedert. Die dreiachsige Fassade weist Eckpilaster auf und ist durch Lisenen gegliedert; in den Dachgiebel ist eine Ädikula zwischen Volutenbändern eingesetzt. Der Dachreiter hat einen Segmentbogengiebel und ein Pyramidenspitzdach aus der zweiten Hälfte des 19. Jahrhunderts.
Im Kircheninneren gibt es ein dreijochiges Kreuzgratgewölbe, einen eingezogenen bemalten Triumphbogen, Rechteckfenster und einen kreuzgratgewölbten Chor. Die barocke Innenausstattung befindet sich großteils nicht mehr in der Kirche, letzte Reste sind in einem sehr schlechten Zustand. Einzelne Bemalungen sind an den Wänden noch vorhanden. Die namensgebende Ölberggruppe im Altarbereich ist nicht mehr zu sehen.
Das denkmalgeschützte (Listeneintrag) Gebäude befindet sich in einem desolaten Zustand und verfällt. Der letzte Gottesdienst wurde 1969 in der Kalvarienbergkirche gefeiert. Private Initiativen, den Sakralbau zu sanieren, scheiterten in den 1990er Jahren.

## Kalvarienberganlage
Unweit des Kirchengebäudes befindet sich die Kalvarienberganlage mit einer Kreuzigungsgruppe auf einem gemauerten Plateau und einigen kleinen Kapellen, die jedoch leer sind.